# Anny Modi
Anny Modi de son vrai nom Anny Tengamendite Modi, née le 2 janvier 1982 à Buta, est une activiste féministe congolaise, directrice exécutive de l’association (ONG) « Afia Mama », elle milite contre les violences sexuelles utilisées comme arme de guerre particulièrement dans les zones en conflit, pour le leadership des femmes, les droits des femmes en général et ceux de jeunes, ainsi que pour la santé sexuelle et reproductive des jeunes,,.

## Parcours
Fille d’un homme politique durant la deuxième république au Zaïre, à l’âge de 13 ans Anny perd son père. Adolescente, elle est dirigée vers l’Est de la république démocratique du Congo dans la ville de Goma, zone réputée comme terrain des tensions : guerres et violences sexuelles. Du haut de ses 17 ans, elle donne naissance à une fille pendant la période de la Première guerre du Congo.
Trop jeune pour devenir mère, elle subit quelques stigmatisations dans sa communauté, aussi pour la raison de son physique qui lui donne la tendance à appartenir à une autre ethnie. Elle débute avec l’activisme en Afrique du sud dans le centre d’accueil de réfugiés. En 2009, une autre guerre éclate en République Démocratique du Congo, le viol étant utilisé comme une arme de guerre, en association avec d’autres femmes, elle lance une campagne contre le viol et elle est soutenue par l’Open society Initiative for Southern Africa. En 2012, en collaborations avec d’autres partenaires, ils créent l’organisation non gouvernementale dénommée Afia Mama voulant dire en français : « La santé de la femme », et  l’initiatrice de la synergie « Mouvement de jeunes femmes leaders de la RDC ». Elle rejoint ensuite le réseau de femmes leaders africaines en juillet 2017, l’initiative de l’ONU Femmes, la Commission de l’Union africaine et la Mission permanente de l’Allemagne, elle conduit cependant un plaidoyer particulièrement pour la jeunesse au sein du réseau. Elle dirige également deux autres activités féministes sur la parité en 2020 et 2021,.

## Vie privée
Anny Tengamendite Modi est mère d’une fille depuis 2000, puis mariée à un avocat.

## Distinctions
- Médecins du monde classe Anny Tengamendite sur la liste des héroïnes mondiales méconnues par le grand public mais qui militent contre les violences dans le monde, à travers des portraits réalisés par le photographe français Denis Rouvre (2019)[7],[8]
- Prix franco-allemand des droits de l’Homme et de l’État de droit 2023 (10 décembre 2023)[9]